# 锡尔瓦尼亚
锡尔瓦尼亚是巴西戈亚斯州的一个市镇。总面积2264.769平方公里，总人口19252人，人口密度8.5人/平方公里。